# Charlotte Lysès
Charlotte Lysès, de son vrai nom Charlotte Augustine Hortense Lejeune, née le 17 mai 1877 à Paris et morte le 6 avril 1956 à Saint-Jean-Cap-Ferrat (Alpes-Maritimes), est une actrice française de théâtre et de cinéma, particulièrement connue pour avoir été l'épouse de Sacha Guitry (de 1907 à 1918).
Cet épisode est un élément central du film Sarah Bernhardt, La Divine, celle-ci ayant aussi eu une liaison avec Lucien Guitry, dans les années 1880 et 1890.

## Biographie

### Origines familiales et formation
Charlotte Augustine Hortense Lejeune, née le 17 mai 1877 dans le 8e arrondissement de Paris, est la fille de Charles-Auguste Lejeune, courtier en banque et professeur de violoncelle, et de Berthe Poireau.

#### Grands-parents paternels
Son grand-père paternel est Auguste-François Lejeune, né à Nogent-le-Rotrou en 1831 et d'ascendance paysanne et artisane du Perche, fabricant de fleurs artificielles venu à Paris. 
Sa grand-mère paternelle est Aimée Iffla, une jeune fille de 17 ans de confession juive, issue de la communauté des juifs portugais de Bordeaux et la sœur du philanthrope Daniel Iffla Osiris. Ses parents sont de modestes marchands venus de Bordeaux (où elle est née) à Paris, également fleuristes. 
Ils se marient en 1850, mais dès la naissance de son fils, Auguste-François Lejeune abandonne Aimée qui en meurt de chagrin à 22 ans en 1855.

#### Une enfance difficile
Rapidement, les parents de Charlotte se brouillent. Charles-Auguste Lejeune quitte la France en emmenant sa fille avec lui, mais il meurt à 37 ans en 1888. 
Sa mère la place alors dans un couvent pour orphelines à Puteaux où elle reste jusqu’en 1896. 
Pendant cette longue période d'internat, les dimanches sont agrémentés par des visites chez sa cousine, Emma Moyse (1862-1934), amie de Gabriel Fauré, de Maurice Ravel et de Claude Debussy, avec lesquels Charlotte fait connaissance…

### Installation à Paris (1896) et mariage avec Sacha Guitry (1907)
En 1896, la jeune femme s’installe à Meudon Bellevue. Elle se lie intimement[pas clair] avec les écrivains Tristan Bernard et Maurice Donnay,. C'est celui-ci qui, à partir de son propre pseudonyme, « Lysis », lui trouve son pseudonyme de comédienne, afin d'éviter la banalité de son nom de « Lejeune ». 
En 1902, elle rencontre Lucien Guitry, alors directeur du théâtre de la Renaissance et devient sa maîtresse, avant de rencontrer le fils de Lucien, Sacha, né en 1885.
Charlotte épouse Sacha Guitry le 14 août 1907 à Honfleur. Ce mariage provoque entre Sacha et Lucien, une rupture qui va durer plusieurs années.

### Carrière (jusqu'en 1942)
Elle crée dix-neuf pièces de son époux et reprend Nono en 1910[pas clair]. 
Séparé depuis avril 1917, le couple divorce le 17 juillet 1918.
Sa carrière au théâtre s'interrompt en 1933.

### Seconde Guerre mondiale
Pendant la Seconde Guerre mondiale et l'Occupation allemande, Charlotte Lysès tourne dans quelques films, jusqu'en 1942 (elle a alors 65 ans).
Elle travaille aussi à Radio-Paris, qui, selon la Résistance, est au service de la propagande allemande (« Radio-Paris ment, Radio-Paris est allemand »), notamment[pas clair] en 1941-1942,. La grille des programmes pour les années 1941-1942 indique qu'elle fait une émission hebdomadaire de 13 minutes le jeudi (de 15 h 45 à 15 h 58), intitulée Il y a trente ans.
Comme tous les gens ayant apporté une contribution à Radio-Paris, elle est inquiétée après la Libération (août 1944 à Paris), tout comme d'ailleurs, mais pour d'autres raisons, Sacha Guitry, qui passe quelques mois en prison. 
La justice retient deux motifs d'incrimination pour cette radio : émissions artistiques ou émissions de propagande. Le premier motif concerne 141 personnes, le second 72.

### Mort et funérailles
Elle meurt le 6 avril 1956, âgée de 79 ans, à Saint-Jean-Cap-Ferrat (Alpes-Maritimes).
Elle est inhumée dans le cimetière de cette commune. Sa pierre tombale indique : « Charlotte Lysès / ex-Mme Sacha Guitry / 1877-1956 ».

## Filmographie
- 1933 : La Chanson d'une nuit : de Pierre Colombier et Anatole Litvak : Mme. Pategg
- 1933 : La Dame de chez Maxim's d'Alexander Korda : Mme Petypon
- 1933 : L'Héritier du Bal Tabarin : de Jean Kemm : La tante à héritage
- 1934 : Le Rosaire de Tony Lekain et Gaston Ravel : La duchesse de Miremont
- 1935 : Vogue, mon cœur de Jacques Daroy : Madame Dumont-Vallier
- 1936 : Une gueule en or de Pierre Colombier : La mère de la marquise
- 1936 : Les Jumeaux de Brighton de Claude Heymann : Madame Tapin
- 1936 : La Dernière Valse de Leo Mittler
- 1937 : Travail de nuit de Jacques de Casembroot
- 1937 : Une femme qui se partage de Maurice Cammage : Madame Cruciol
- 1937 : Gigolette d'Yvan Noé : Mme de Margemont
- 1937 : Nuits de feu de Marcel L'Herbier
- 1938 : Chipée de Roger Goupillières
- 1938 : Katia de Maurice Tourneur
- 1939 : Quartier sans soleil (Quartier interlope) de Dimitri Kirsanoff
- 1940 : Grey contre X d'Alfred Gragnon et Pierre Maudru
- 1942 : Retour au bonheur de René Jayet : Aglaé
- 1942 : Pontcarral, colonel d'Empire de René Jayet : Madame de Mareilhac
- 1942 : Mariage d'amour d'Henri Decoin : La dame vieille-france

## Théâtre
- 1903 : L'Adversaire d'Emmanuel Arène et Alfred Capus, Théâtre de la Renaissance
- 1904 : Amoureuse de Georges de Porto-Riche, Théâtre de la Renaissance
- 1904 : Les Malefilâtre de Georges de Porto-Riche, Théâtre de la Renaissance
- 1905 : Le K.W.T.Z. de Sacha Guitry, Théâtre des Capucines
- 1906 : Chez les Zoaques de Sacha Guitry, mise en scène Firmin Gémier, Théâtre Antoine
- 1907 : La Clef de Sacha Guitry, Théâtre Réjane
- 1908 : Le Mufle de Sacha Guitry, Théâtre Antoine
- 1910 : Nono de Sacha Guitry, Théâtre Antoine
- 1911 : Le Veilleur de nuit de Sacha Guitry, Théâtre Michel
- 1911 : Un beau mariage de Sacha Guitry
- 1912 : Jean III ou l'irrésistible vocation du fils Mondoucet de Sacha Guitry, Théâtre de la Comédie Royale
- 1912 : La Prise de Berg-Op-Zoom de Sacha Guitry, Théâtre du Vaudeville
- 1914 : La Pèlerine écossaise de Sacha Guitry, Théâtre des Bouffes-Parisiens
- 1914 : Deux Couverts de Sacha Guitry
- 1915 : La Jalousie, comédie en trois actes de Sacha Guitry, 8 avril 1915, (théâtre des Bouffes-Parisiens, 1915)
- 1916 : Jean de La Fontaine de Sacha Guitry, Théâtre des Bouffes-Parisiens
- 1916 : Faisons un rêve de Sacha Guitry, Théâtre des Bouffes-Parisiens
- 1921 : La Huitième Femme de Barbe-Bleue d'Alfred Savoir, Théâtre Michel
- 1922 : Banco d'Alfred Savoir, Théâtre de la Potinière
- 1924 : La Grande Duchesse et le Garçon d'étage d'Alfred Savoir, mise en scène Charlotte Lysès, Théâtre de l'Avenue
- 1924 : Ce que femme veut d'Alfred Savoir et Étienne Rey, mise en scène Charlotte Lysès, Théâtre des Mathurins
- 1925 : Un homme léger de Maurice Donnay, mise en scène Camille Choisy, Théâtre de l'Étoile
- 1931 : La Banque Nemo de Louis Verneuil, Théâtre de la Michodière
- 1933 : Ma sœur de luxe d'André Birabeau, mise en scène André Lefaur, Théâtre de Paris